# Laškovce
 Laškovce jsou obec na Slovensku. Nacházejí se v Košickém kraji, v okrese Michalovce. Obec má rozlohu 3,31 km² a leží v nadmořské výšce 116 m. V roce 2011 v obci žilo 631 obyvatel.  První písemná zmínka o obci pochází z roku 1324.
V obci se nachází řeckokatolický chrám z roku 1735.